# Difamação (documentário)
Difamação (Hebraico: השמצה; translit. Hashmatsa) é um documentário de 2009 do  cineasta Yoav Shamir. Examina o antissemitismo e, em particular, a forma como as percepções de antissemitismo afectam a política israelita e norte-americana. Um dos principais focos do filme é a Liga Antidifamação. O documentário  ganhou o prémio de Melhor Longa-Metragem Documental nos Asia Pacific Screen Awards no ano de 2009.
O título do filme é uma alusão à Liga Antidifamação, uma organização sediada em Manhattan, nos Estados Unidos, cuja principal atividade é identificar e denunciar ocorrências de antissemitismo onde quer que aconteçam. Por tratar-se de um cineasta israelense, a Liga Antidifamação concordou em prestar toda a colaboração na realização do documentário, mas depois de pronto acusou-o de antissemitismo. Yoav Shamir viajou para lugares como Auschwitz e Brooklyn para explorar relatos de violência contra os judeus.[carece de fontes?]

## Conteúdo
O filme examina se o anti-semitismo se tornou um rótulo abrangente para qualquer um que critique Israel e a possibilidade de que a preocupação de alguns judeus com o passado - isto é, o Holocausto - esteja hoje em dia a impedir o progresso. Shamir decidiu fazer Difamação depois de um crítico de um seu  filme anterior o ter acusado de antissemitismo.
O realizador Yoav Shamir afirma no início do filme que, como israelita, nunca experimentou antissemitismo e quer aprender mais sobre ele, uma vez que as referências ao antissemitismo em países de todo o mundo são comuns nos meios de comunicação israelitas.
O documentário inclui entrevistas com Abraham Foxman, o chefe da Liga Anti-Defamação, John J. Mearsheimer, co-autor do best seller The Israel Lobby e U.S. Foreign Policy, Norman Finkelstein, um crítico da política do governo israelita, bem como muitos outros indivíduos. O realizador acompanha um grupo de estudantes israelitas,   numa viagem de turma à Polónia, onde percorrem Auschwitz, bem como uma série de outros locais notáveis do Holocausto.
Jennifer Dworkin acha-o um híbrido casual de estilos documentais - em parte viagem pessoal, em parte ensaio político, em parte cinema-vérité. Começa em tom ligeiro.  Shamir anda à volta de Israel, dos EUA, e da Europa de Leste,  entrevistando também a sua avó de noventa e poucos anos  (judia, contudo autora de um comentário antissemita no próprio filme),  habitantes afro-americanos de Crown Heights, rabinos, e académicos controversos.